# George Padmore
George Padmore, vero nome Malcolm Nurse (Arouca, 28 giugno 1902 – Londra, 23 settembre 1959), è stato un politico trinidadiano figura di spicco della decolonizzazione e del panafricanismo.

## Lavori
- The Life and Struggles of Negro Toilers (1931)

- How Britain Rules Africa (1936)

- Africa and World Peace (1937)

- The White Man's Duty: An analysis of the colonial question in the light of the Atlantic Charter (con Nancy Cunard) (1942)

- The Voice of Coloured Labour (Speeches and reports of Colonial delegates to the World Trade Union Conference, 1945) (editor) (1945)

- How Russia Transformed her Colonial Empire: a challenge to the imperialist powers (con Dorothy Pizer) (1946)

- "History of the Pan-African Congress (Colonial and coloured unity: a programme of action)" (editor) (1947) reprinted in The 1945 Manchester Pan-African Congress revisited by Hakim Adi and Marika Sherwood (1995)

- Africa: Britain's Third Empire (1949)

- The Gold Coast Revolution: the struggle of an African people from slavery to freedom (1953)

- Pan-Africanism or Communism? The Coming Struggle for Africa (1956)